# Walter Ewing
Pour les articles homonymes, voir Ewing.
Walter Henry Ewing, né le 11 février 1878 à Montréal et mort le 25 juin 1945 dans la même ville, est un tireur sportif canadien.

## Carrière
Aux Jeux olympiques de 1908 à Londres, Walter Ewing remporte la médaille d'or en fosse olympique et la médaille d'argent par équipes.